# Oremo
Il quartiere Oremo si sviluppa nella zona più occidentale della città di Biella, lungo un asse che costeggia, in tutta la sua lunghezza, il torrente omonimo. Confina a nord con il territorio comunale di Pollone, a ovest con il comune di Occhieppo Inferiore, dal suo lato sud ha inizio con via Oremo la SP400/a (circonvallazione ovest di Biella); a est confina con il rione Thes (circoscrizione Vernato-Thes) e, infine, a nord-est con la frazione Barazzetto di Biella.

## Descrizione
Nel quartiere si trova una piccola chiesa di epoca moderna, consacrata alla fine del 1964. Le abitazioni lunghe, alte e strette si susseguono, senza soluzione di continuità, alternandosi con vecchi e nuovi edifici industriali per la lavorazione della lana e per la concia delle pelli (molti dei quali ora dismessi) che, per motivi di praticità, furono edificati lungo il torrente stesso.